# Ундекартутьрубидий
Ундекартутьрубидий — бинарное неорганическое соединение, интерметаллид рубидия и ртути с формулой RbHg11, кристаллы.

## Получение
- Сплавление стехиометрических количеств чистых веществ в инертной атмосфере:

{\displaystyle {\mathsf {Rb+11Hg\ {\xrightarrow {70^{o}C}}\ RbHg_{11}}}}

## Физические свойства
Ундекартутьрубидий образует кристаллы
кубической сингонии,
пространственная группа P m3m,
параметры ячейки a = 0,9734 нм, Z = 3
.
Соединение образуется по перитектической реакции при температуре 70 °C .